# Orthogonioptilum kasaiensis
Orthogonioptilum kasaiensis is een vlinder uit de familie nachtpauwogen (Saturniidae), onderfamilie Saturniinae.
De wetenschappelijke naam van de soort is voor het eerst geldig gepubliceerd door Dufrane in 1953.